# Winston-Salem Open 2016
Winston-Salem Open 2016 — тенісний турнір, що проходив на кортах з твердим покриттям у місті Вінстон-Сейлем, США з 22 серпня. Належав до категорії ATP World Tour 250.

## Фінальна частина

### Одиночний розряд
Пабло Карреньо Буста —  Роберто Баутіста Аґут 6–7(6–8), 7–6(7–1), 6–4

### Парний розряд
Гільєрмо Гарсія-Лопес /  Генрі Контінен —  Андре Бегеманн /  Леандер Паес 4–6, 7–6(8–6), [10–8]